# 穂積小東人
穂積 小東人（ほづみ の こあずまんど）は、奈良時代の貴族。官位は従五位上・木工助。

## 経歴
淳仁朝の天平宝字2年（758年）正六位下から二階昇進して従五位下に叙爵し、翌天平宝字3年（759年）周防守に任ぜられる。その後、雅楽助として京官に遷っている。
天平宝字8年（764年）正月に木工助に任官する。同年9月に発生した藤原仲麻呂の乱での動静は不明だが、翌天平神護元年（765年）正月に従五位上に昇叙されている。

## 官歴
『続日本紀』による。
- 時期不詳：正六位下
- 天平宝字2年（758年）8月：従五位下（越階）
- 天平宝字3年（759年）5月17日：周防守
- 天平宝字5年（761年）頃：見雅楽助[1]
- 天平宝字8年（764年）1月21日：木工助
- 天平神護元年（765年）1月7日：従五位上